# عبد المجيد الزهراني
عبد المجيد الزهراني شاعر وكاتب سعودي من مواليد جدة، له العديد من القصائد المميزة والمثيرة للجدل، كتب في جريدة الوطن السعودية.

## سيرته
عاش في جدة طيلة حياته، متزوج ولديه طفلان. عانى لنشر ديوانه بسبب الرقابة الإعلامية، ولام وزارة الإعلام كثيرا على تدخلها في قصائد الشعراء، ويدعي أن هامش الحريّة في السعودية صغير ولا يوجد.

## قالوا عنه
- ه الشاعر والكاتب عوض الثقفي أهم مايميز الشاعر والكاتب عبد المجيد الزهراني أنه لا يختبيء في جلابيب الخوف شاعر وكاتب صريح يمس الجروح، ينثر أنفاس الحروف بلا زيف في جسد الورق يضحكك ليبكيك، لايلمع نفسه أو غيره في كتاباته، تشرق شمسه قبل حلول فجره ولايشعل قناديل المجاملات ولو كان ليل الحقيقة حالكا.
- الشاعر والناقد عضو لجنة شاعر المليون بدر صفوق من أجمل من يكتب عن (المنسيات) في ظل كل (المذكورات) سوى هذا الزهراني !!!
- عبد الرزاق البلوشي مدير العام الوكالة العربية لأخبار الفلك والفضاء عبد المجيد [ نجمٌ ] تحرّر من جاذبية السماء [ سهواً ] وسكن الأرض.. فما ان تقرأ لنص من نصوص هذا ألـ عبد المجيد إلا وتشعر وكانك امام [ كائن ] من كوكب آخر!
- الدكتور صالح الشادي أن عبد المجيد الزهراني من اميز من يكتبون القصيدة الصعبة، وهو من أول وأكثر الشعراء الذين يفتنونني بقرائتهم، خاصة في شعر التفعيلة أو الشعر الحر.لايعجبني في عبد المجيد اهماله لنفسه وابتعاده عن الاعلام، رغم مايملكه من شاعرية عالية وثقافة ووعي.
- الشاعر والأديب المعروف سعود الصاعدي بك آمنت أن الكتابة موهبة لا نستطيع أن نعلمها أبناءنا، وأن الزوايا الصحفية تحتاج إلى كتاب موهوبين أكثر من حاجتها إلى أكاديميين، وأن صحافتنا بحاجة إلى تنتفض وتنفض - كما هو حال الإعلام أيضا - الغبار العالق بها من كتبة لا يتعاطون الحرف بإدمان...!

## قصائده
- إضاءات في ليلة فندقية!
- شاعر المليون
- دورة شهرية
- ماتغيرتي ابد بس تغيرتي كثير.